# Bredene Koksijde Classic 2024
Bredene Koksijde Classic 2024 var den 21. udgave af det belgiske cykelløb Bredene Koksijde Classic. Det var 201,2 km langt og blev kørt den 15. marts 2024 med start i Bredene og mål i Koksijde i Vestflandern. Løbet var en del af UCI ProSeries 2024. Løbet blev vundet af italienske Luca Mozzato fra Arkéa-B&B Hotels.

## Resultat
| \| Samlede stilling \| Samlede stilling \| Samlede stilling \| Samlede stilling \| Samlede stilling \| \| Rytter \| Rytter \| Hold \| Tid \| \| \| ---------------- \| ----------------- \| ------------------------- \| ---------------- \| ---------------- \| \| 1. \| Luca Mozzato \| Arkéa-B&B Hotels \| 4t 46' 30" \| \| \| 2. \| Dylan Groenewegen \| Team Jayco AlUla \| + 0" \| \| \| 3. \| Gerben Thijssen \| Intermarché-Wanty \| + 0" \| \| \| 4. \| Simone Consonni \| Lidl-Trek \| + 0" \| \| \| 5. \| Emīls Liepiņš \| Team dsm-firmenich PostNL \| + 0" \| \| \| 6. \| Arnaud De Lie \| Lotto Dstny \| + 0" \| \| \| 7. \| Arvid de Kleijn \| Tudor Pro Cycling Team \| + 0" \| \| \| 8. \| Timothy Dupont \| Tarteletto-Isorex \| + 0" \| \| \| 9. \| Hugo Hofstetter \| Israel-Premier Tech \| + 0" \| \| \| 10. \| Dries Van Gestel \| TotalEnergies \| + 0" \| \| |                   |                           |            |
| |                   |                           |            |
| Kilde: ProCyclingStats |                   |                           |            |
| Samlede stilling |                   |                           |            |
| Rytter | Rytter            | Hold                      | Tid        |
| 1. | Luca Mozzato      | Arkéa-B&B Hotels          | 4t 46' 30" |
| 2. | Dylan Groenewegen | Team Jayco AlUla          | + 0"       |
| 3. | Gerben Thijssen   | Intermarché-Wanty         | + 0"       |
| 4. | Simone Consonni   | Lidl-Trek                 | + 0"       |
| 5. | Emīls Liepiņš     | Team dsm-firmenich PostNL | + 0"       |
| 6. | Arnaud De Lie     | Lotto Dstny               | + 0"       |
| 7. | Arvid de Kleijn   | Tudor Pro Cycling Team    | + 0"       |
| 8. | Timothy Dupont    | Tarteletto-Isorex         | + 0"       |
| 9. | Hugo Hofstetter   | Israel-Premier Tech       | + 0"       |
| 10. | Dries Van Gestel  | TotalEnergies             | + 0"       |

## Hold og ryttere
| UCI WorldTeams (8)- Alpecin-Deceuninck - Arkéa-B&B Hotels - Intermarché-Wanty - Lidl-Trek - Soudal Quick-Step - Team dsm-firmenich PostNL - Team Jayco AlUla - UAE Team Emirates UCI ProTeams (10)- Bingoal WB - Israel-Premier Tech - Lotto Dstny - Q36.5 Pro Cycling Team - TDT-Unibet - Team Flanders-Baloise - Team Novo Nordisk - TotalEnergies - Tudor Pro Cycling Team - Uno-X Mobility UCI Kontinentalhold (2)- Tarteletto-Isorex - Volkerwessels Cycling Team |
| |

### Danske ryttere
| Danske ryttere på startlisten |                          |                           |           |
| Rygnummer                     | Rytter                   | Hold                      | Placering |
| 32                            | Tobias Lund Andresen     | Team DSM-Firmenich PostNL | 41        |
| 74                            | Martin Pedersen          | Lidl-Trek                 | DNF       |
| 101                           | Louis Bendixen           | Uno-X Mobility            | 62        |
| 102                           | Carl-Frederik Bévort     | Uno-X Mobility            | 36        |
| 105                           | Niklas Larsen            | Uno-X Mobility            | DNF       |
| 106                           | William Blume Levy       | Uno-X Mobility            | 57        |
| 107                           | Rasmus Bøgh Wallin       | Uno-X Mobility            | 14        |
| 126                           | Alexander Salby          | Bingoal WB                | DNF       |
| 164                           | Andreas Stokbro          | TDT-Unibet Cycling Team   | DNF       |
| 167                           | Sebastian Nielsen        | TDT-Unibet Cycling Team   | DNF       |
| 173                           | Sebastian Kolze Changizi | Tudor Pro Cycling         | 71        |

* DNF = gennemførte ikke

### Startliste
| Intermarché-Wanty IWA | Intermarché-Wanty IWA           | Intermarché-Wanty IWA |
| --------------------- | ------------------------------- | --------------------- |
| Nr.                   | Rytter                          | Placering             |
| 1                     | Gerben Thijssen (BEL)           |                       |
| 2                     | Dries De Pooter (BEL)           |                       |
| 3                     | Madis Mihkels (EST)             |                       |
| 4                     | Baptiste Planckaert (BEL)       |                       |
| 5                     | Sacha Prestianni (BEL)          |                       |
| 6                     | Roel van Sintmaartensdijk (NED) |                       |
| 7                     | Adrien Petit (FRA)              |                       |

| Soudal Quick-Step SOQ | Soudal Quick-Step SOQ      | Soudal Quick-Step SOQ |
| --------------------- | -------------------------- | --------------------- |
| Nr.                   | Rytter                     | Placering             |
| 11                    | Yves Lampaert (BEL)        |                       |
| 12                    | Gil Gelders (BEL)          |                       |
| 13                    | Pepijn Reinderink (NED)    |                       |
| 14                    | Leander Van Hautegem (BEL) |                       |
| 15                    | Paul Magnier (FRA)         |                       |
| 16                    | Warre Vangheluwe (BEL)     |                       |
| 17                    | Jordi Warlop (BEL)         |                       |

| UAE Team Emirates UAD | UAE Team Emirates UAD         | UAE Team Emirates UAD |
| --------------------- | ----------------------------- | --------------------- |
| Nr.                   | Rytter                        | Placering             |
| 21                    | Álvaro Hodeg (COL)            | DNS                   |
| 22                    | Ivo Oliveira (POR) (landevej) |                       |
| 24                    | António Morgado (POR)         |                       |
| 25                    | Sebastián Molano (COL)        |                       |
| 26                    | Nils Politt (GER)             |                       |
| 27                    | Michael Vink (NZL)            |                       |

| Team dsm-firmenich PostNL DFP | Team dsm-firmenich PostNL DFP  | Team dsm-firmenich PostNL DFP |
| ----------------------------- | ------------------------------ | ----------------------------- |
| Nr.                           | Rytter                         | Placering                     |
| 31                            | John Degenkolb (GER)           |                               |
| 32                            | Tobias Lund Andresen (DEN)     |                               |
| 33                            | Johan Dorussen (NED)           |                               |
| 34                            | Emīls Liepiņš (LAT) (landevej) |                               |
| 35                            | Tim Naberman (NED)             |                               |
| 36                            | Timo Roosen (NED)              |                               |
| 37                            | Patrick Eddy (AUS)             |                               |

| Team Jayco AlUla JAY | Team Jayco AlUla JAY        | Team Jayco AlUla JAY |
| -------------------- | --------------------------- | -------------------- |
| Nr.                  | Rytter                      | Placering            |
| 41                   | Dylan Groenewegen (NED)     |                      |
| 42                   | Jan Maas (NED)              |                      |
| 43                   | Amund Grøndahl Jansen (NOR) |                      |
| 44                   | Luka Mezgec (SLO)           |                      |
| 45                   | Kelland O'Brien (AUS)       |                      |
| 46                   | Blake Quick (AUS)           |                      |
| 47                   | Elmar Reinders (NED)        |                      |

| Alpecin-Deceuninck ADC | Alpecin-Deceuninck ADC  | Alpecin-Deceuninck ADC |
| ---------------------- | ----------------------- | ---------------------- |
| Nr.                    | Rytter                  | Placering              |
| 51                     | Robbe Ghys (BEL)        |                        |
| 52                     | Senne Leysen (BEL)      |                        |
| 53                     | Jensen Plowright (AUS)  |                        |
| 54                     | Simon Dehairs (BEL)     |                        |
| 55                     | Siebe Roesems (BEL)     |                        |
| 56                     | Gianni Vermeersch (BEL) |                        |
| 57                     | Ramon Sinkeldam (NED)   |                        |

| Arkéa-B&B Hotels ARK | Arkéa-B&B Hotels ARK | Arkéa-B&B Hotels ARK |
| -------------------- | -------------------- | -------------------- |
| Nr.                  | Rytter               | Placering            |
| 61                   | Amaury Capiot (BEL)  |                      |

| Arkéa-B&B Hôtels Continentale ___ | Arkéa-B&B Hôtels Continentale ___ | Arkéa-B&B Hôtels Continentale ___ |
| --------------------------------- | --------------------------------- | --------------------------------- |
| Nr.                               | Rytter                            | Placering                         |
| 62                                | Pierre Thierry (FRA)              |                                   |

| Arkéa-B&B Hotels ARK | Arkéa-B&B Hotels ARK | Arkéa-B&B Hotels ARK |
| -------------------- | -------------------- | -------------------- |
| Nr.                  | Rytter               | Placering            |
| 63                   | David Dekker (NED)   |                      |
| 64                   | Luca Mozzato (ITA)   |                      |
| 65                   | Alan Riou (FRA)      |                      |
| 67                   | Nicolas Milesi (ITA) |                      |

| Lidl-Trek LTK | Lidl-Trek LTK                  | Lidl-Trek LTK |
| ------------- | ------------------------------ | ------------- |
| Nr.           | Rytter                         | Placering     |
| 72            | Daan Hoole (NED)               |               |
| 73            | Simone Consonni (ITA)          |               |
| 74            | Martin Pedersen (DEN)          |               |
| 75            | Mathias Vacek (CZE) (landevej) |               |
| 76            | Otto Vergaerde (BEL)           |               |
| 77            | Matteo Milan (ITA)             |               |

| Lotto Dstny LTD | Lotto Dstny LTD          | Lotto Dstny LTD |
| --------------- | ------------------------ | --------------- |
| Nr.             | Rytter                   | Placering       |
| 81              | Arnaud De Lie (BEL)      |                 |
| 82              | Joshua Giddings (GBR)    |                 |
| 83              | Mathijs Paasschens (NED) |                 |
| 85              | Lionel Taminiaux (BEL)   |                 |
| 86              | Axel De Lie (BEL)        |                 |
| 87              | Brent Van Moer (BEL)     |                 |

| Israel-Premier Tech IPT | Israel-Premier Tech IPT | Israel-Premier Tech IPT |
| ----------------------- | ----------------------- | ----------------------- |
| Nr.                     | Rytter                  | Placering               |
| 91                      | Pascal Ackermann (GER)  |                         |
| 92                      | Hugo Hofstetter (FRA)   |                         |
| 93                      | Oded Kogut (ISR)        |                         |
| 94                      | Jake Stewart (GBR)      |                         |
| 95                      | Kiaan Watts (NZL)       |                         |
| 97                      | Rick Zabel (GER)        |                         |

| Uno-X Mobility UXM | Uno-X Mobility UXM         | Uno-X Mobility UXM |
| ------------------ | -------------------------- | ------------------ |
| Nr.                | Rytter                     | Placering          |
| 101                | Louis Bendixen (DEN)       |                    |
| 102                | Carl-Frederik Bévort (DEN) |                    |
| 103                | Erlend Blikra (NOR)        |                    |
| 104                | Tord Gudmestad (NOR)       |                    |
| 105                | Niklas Larsen (DEN)        |                    |
| 106                | William Blume Levy (DEN)   |                    |
| 107                | Rasmus Bøgh Wallin (DEN)   |                    |

| TotalEnergies TEN | TotalEnergies TEN       | TotalEnergies TEN |
| ----------------- | ----------------------- | ----------------- |
| Nr.               | Rytter                  | Placering         |
| 111               | Lucas Boniface (FRA)    |                   |
| 112               | Dries Van Gestel (BEL)  |                   |
| 113               | Thomas Gachignard (FRA) |                   |
| 114               | Lorrenzo Manzin (FRA)   |                   |
| 116               | Anthony Turgis (FRA)    |                   |
| 117               | Baptiste Vadic (FRA)    |                   |

| Bingoal WB BWB | Bingoal WB BWB            | Bingoal WB BWB |
| -------------- | ------------------------- | -------------- |
| Nr.            | Rytter                    | Placering      |
| 121            | Luca De Meester (BEL)     |                |
| 122            | Ceriel Desal (BEL)        |                |
| 123            | Floris De Tier (BEL)      |                |
| 124            | Kenneth Van Rooy (BEL)    |                |
| 125            | Aaron Van der Beken (BEL) |                |
| 126            | Alexander Salby (DEN)     |                |
| 127            | Jens Reynders (BEL)       |                |

| Team Flanders-Baloise TFB | Team Flanders-Baloise TFB | Team Flanders-Baloise TFB |
| ------------------------- | ------------------------- | ------------------------- |
| Nr.                       | Rytter                    | Placering                 |
| 131                       | Elias Maris (BEL)         |                           |
| 132                       | Toon Clynhens (BEL)       |                           |
| 133                       | Siebe Deweirdt (BEL)      |                           |
| 134                       | Jasper Dejaegher (BEL)    |                           |
| 135                       | Ward Vanhoof (BEL)        |                           |
| 136                       | Victor Vercouillie (BEL)  |                           |
| 137                       | Noah Vandenbranden (BEL)  |                           |

| Q36.5 Pro Cycling Team Q36 | Q36.5 Pro Cycling Team Q36         | Q36.5 Pro Cycling Team Q36 |
| -------------------------- | ---------------------------------- | -------------------------- |
| Nr.                        | Rytter                             | Placering                  |
| 141                        | Nickolas Zukowsky (CAN) (landevej) |                            |
| 142                        | Xabier Azparren (ESP)              | DNS                        |
| 143                        | Kamil Małecki (POL)                |                            |
| 144                        | Matteo Moschetti (ITA)             |                            |
| 145                        | Travis Stedman (RSA)               |                            |
| 146                        | Szymon Sajnok (POL)                | DNF                        |
| 147                        | Rory Townsend (IRL)                |                            |

| Team Novo Nordisk TNN | Team Novo Nordisk TNN   | Team Novo Nordisk TNN |
| --------------------- | ----------------------- | --------------------- |
| Nr.                   | Rytter                  | Placering             |
| 151                   | Sam Brand (GBR)         |                       |
| 152                   | Quinten De Graeve (BEL) |                       |
| 153                   | Filippo Ridolfo (ITA)   |                       |
| 154                   | Declan Irvine (AUS)     |                       |
| 155                   | Matyáš Kopecký (CZE)    |                       |
| 156                   | Logan Phippen (USA)     |                       |
| 157                   | Antonio Polga (ITA)     |                       |

| TDT-Unibet TDT | TDT-Unibet TDT          | TDT-Unibet TDT |
| -------------- | ----------------------- | -------------- |
| Nr.            | Rytter                  | Placering      |
| 161            | Davide Bomboi (BEL)     |                |
| 162            | Martijn Budding (NED)   |                |
| 163            | Owen Geleijn (NED)      |                |
| 164            | Andreas Stokbro (DEN)   | DNF            |
| 165            | Zeb Kyffin (GBR)        |                |
| 166            | Abram Stockman (BEL)    |                |
| 167            | Sebastian Nielsen (DEN) |                |

| Tudor Pro Cycling Team TUD | Tudor Pro Cycling Team TUD     | Tudor Pro Cycling Team TUD |
| -------------------------- | ------------------------------ | -------------------------- |
| Nr.                        | Rytter                         | Placering                  |
| 171                        | Tom Bohli (SUI)                |                            |
| 172                        | Nils Brun (SUI)                |                            |
| 173                        | Sebastian Kolze Changizi (DEN) |                            |
| 174                        | Arvid de Kleijn (NED)          |                            |
| 175                        | Jacob Eriksson (SWE)           |                            |
| 176                        | Aivaras Mikutis (LTU)          |                            |
| 177                        | Maikel Zijlaard (NED)          |                            |

| Tarteletto-Isorex TIS | Tarteletto-Isorex TIS | Tarteletto-Isorex TIS |
| --------------------- | --------------------- | --------------------- |
| Nr.                   | Rytter                | Placering             |
| 181                   | Ewout De Keyser (BEL) |                       |
| 182                   | Timothy Dupont (BEL)  |                       |
| 183                   | Bo Godart (BEL)       |                       |
| 184                   | Thomas Joseph (BEL)   |                       |
| 185                   | Gianni Marchand (BEL) |                       |
| 186                   | Arne Santy (BEL)      |                       |
| 187                   | Mauro Verwilt (BEL)   |                       |

| VolkerWessels Cycling Team VWT | VolkerWessels Cycling Team VWT | VolkerWessels Cycling Team VWT |
| ------------------------------ | ------------------------------ | ------------------------------ |
| Nr.                            | Rytter                         | Placering                      |
| 191                            | Bert-Jan Lindeman (NED)        |                                |
| 192                            | Max Kroonen (NED)              |                                |
| 193                            | Finn Crockett (GBR)            |                                |
| 194                            | Timo de Jong (NED)             |                                |
| 195                            | Jasper Haest (NED)             |                                |
| 196                            | Jago Willems (BEL)             |                                |
| 197                            | Thimo Willems (BEL)            |                                |

| Intermarché-Wanty IWA | Intermarché-Wanty IWA           | Intermarché-Wanty IWA |
| --------------------- | ------------------------------- | --------------------- |
| Nr.                   | Rytter                          | Placering             |
| 1                     | Gerben Thijssen (BEL)           |                       |
| 2                     | Dries De Pooter (BEL)           |                       |
| 3                     | Madis Mihkels (EST)             |                       |
| 4                     | Baptiste Planckaert (BEL)       |                       |
| 5                     | Sacha Prestianni (BEL)          |                       |
| 6                     | Roel van Sintmaartensdijk (NED) |                       |
| 7                     | Adrien Petit (FRA)              |                       |

| Soudal Quick-Step SOQ | Soudal Quick-Step SOQ      | Soudal Quick-Step SOQ |
| --------------------- | -------------------------- | --------------------- |
| Nr.                   | Rytter                     | Placering             |
| 11                    | Yves Lampaert (BEL)        |                       |
| 12                    | Gil Gelders (BEL)          |                       |
| 13                    | Pepijn Reinderink (NED)    |                       |
| 14                    | Leander Van Hautegem (BEL) |                       |
| 15                    | Paul Magnier (FRA)         |                       |
| 16                    | Warre Vangheluwe (BEL)     |                       |
| 17                    | Jordi Warlop (BEL)         |                       |

| UAE Team Emirates UAD | UAE Team Emirates UAD         | UAE Team Emirates UAD |
| --------------------- | ----------------------------- | --------------------- |
| Nr.                   | Rytter                        | Placering             |
| 21                    | Álvaro Hodeg (COL)            | DNS                   |
| 22                    | Ivo Oliveira (POR) (landevej) |                       |
| 24                    | António Morgado (POR)         |                       |
| 25                    | Sebastián Molano (COL)        |                       |
| 26                    | Nils Politt (GER)             |                       |
| 27                    | Michael Vink (NZL)            |                       |

| Team dsm-firmenich PostNL DFP | Team dsm-firmenich PostNL DFP  | Team dsm-firmenich PostNL DFP |
| ----------------------------- | ------------------------------ | ----------------------------- |
| Nr.                           | Rytter                         | Placering                     |
| 31                            | John Degenkolb (GER)           |                               |
| 32                            | Tobias Lund Andresen (DEN)     |                               |
| 33                            | Johan Dorussen (NED)           |                               |
| 34                            | Emīls Liepiņš (LAT) (landevej) |                               |
| 35                            | Tim Naberman (NED)             |                               |
| 36                            | Timo Roosen (NED)              |                               |
| 37                            | Patrick Eddy (AUS)             |                               |

| Team Jayco AlUla JAY | Team Jayco AlUla JAY        | Team Jayco AlUla JAY |
| -------------------- | --------------------------- | -------------------- |
| Nr.                  | Rytter                      | Placering            |
| 41                   | Dylan Groenewegen (NED)     |                      |
| 42                   | Jan Maas (NED)              |                      |
| 43                   | Amund Grøndahl Jansen (NOR) |                      |
| 44                   | Luka Mezgec (SLO)           |                      |
| 45                   | Kelland O'Brien (AUS)       |                      |
| 46                   | Blake Quick (AUS)           |                      |
| 47                   | Elmar Reinders (NED)        |                      |

| Alpecin-Deceuninck ADC | Alpecin-Deceuninck ADC  | Alpecin-Deceuninck ADC |
| ---------------------- | ----------------------- | ---------------------- |
| Nr.                    | Rytter                  | Placering              |
| 51                     | Robbe Ghys (BEL)        |                        |
| 52                     | Senne Leysen (BEL)      |                        |
| 53                     | Jensen Plowright (AUS)  |                        |
| 54                     | Simon Dehairs (BEL)     |                        |
| 55                     | Siebe Roesems (BEL)     |                        |
| 56                     | Gianni Vermeersch (BEL) |                        |
| 57                     | Ramon Sinkeldam (NED)   |                        |

| Arkéa-B&B Hotels ARK | Arkéa-B&B Hotels ARK | Arkéa-B&B Hotels ARK |
| -------------------- | -------------------- | -------------------- |
| Nr.                  | Rytter               | Placering            |
| 61                   | Amaury Capiot (BEL)  |                      |

| Arkéa-B&B Hôtels Continentale ___ | Arkéa-B&B Hôtels Continentale ___ | Arkéa-B&B Hôtels Continentale ___ |
| --------------------------------- | --------------------------------- | --------------------------------- |
| Nr.                               | Rytter                            | Placering                         |
| 62                                | Pierre Thierry (FRA)              |                                   |

| Arkéa-B&B Hotels ARK | Arkéa-B&B Hotels ARK | Arkéa-B&B Hotels ARK |
| -------------------- | -------------------- | -------------------- |
| Nr.                  | Rytter               | Placering            |
| 63                   | David Dekker (NED)   |                      |
| 64                   | Luca Mozzato (ITA)   |                      |
| 65                   | Alan Riou (FRA)      |                      |
| 67                   | Nicolas Milesi (ITA) |                      |

| Lidl-Trek LTK | Lidl-Trek LTK                  | Lidl-Trek LTK |
| ------------- | ------------------------------ | ------------- |
| Nr.           | Rytter                         | Placering     |
| 72            | Daan Hoole (NED)               |               |
| 73            | Simone Consonni (ITA)          |               |
| 74            | Martin Pedersen (DEN)          |               |
| 75            | Mathias Vacek (CZE) (landevej) |               |
| 76            | Otto Vergaerde (BEL)           |               |
| 77            | Matteo Milan (ITA)             |               |

| Lotto Dstny LTD | Lotto Dstny LTD          | Lotto Dstny LTD |
| --------------- | ------------------------ | --------------- |
| Nr.             | Rytter                   | Placering       |
| 81              | Arnaud De Lie (BEL)      |                 |
| 82              | Joshua Giddings (GBR)    |                 |
| 83              | Mathijs Paasschens (NED) |                 |
| 85              | Lionel Taminiaux (BEL)   |                 |
| 86              | Axel De Lie (BEL)        |                 |
| 87              | Brent Van Moer (BEL)     |                 |

| Israel-Premier Tech IPT | Israel-Premier Tech IPT | Israel-Premier Tech IPT |
| ----------------------- | ----------------------- | ----------------------- |
| Nr.                     | Rytter                  | Placering               |
| 91                      | Pascal Ackermann (GER)  |                         |
| 92                      | Hugo Hofstetter (FRA)   |                         |
| 93                      | Oded Kogut (ISR)        |                         |
| 94                      | Jake Stewart (GBR)      |                         |
| 95                      | Kiaan Watts (NZL)       |                         |
| 97                      | Rick Zabel (GER)        |                         |

| Uno-X Mobility UXM | Uno-X Mobility UXM         | Uno-X Mobility UXM |
| ------------------ | -------------------------- | ------------------ |
| Nr.                | Rytter                     | Placering          |
| 101                | Louis Bendixen (DEN)       |                    |
| 102                | Carl-Frederik Bévort (DEN) |                    |
| 103                | Erlend Blikra (NOR)        |                    |
| 104                | Tord Gudmestad (NOR)       |                    |
| 105                | Niklas Larsen (DEN)        |                    |
| 106                | William Blume Levy (DEN)   |                    |
| 107                | Rasmus Bøgh Wallin (DEN)   |                    |

| TotalEnergies TEN | TotalEnergies TEN       | TotalEnergies TEN |
| ----------------- | ----------------------- | ----------------- |
| Nr.               | Rytter                  | Placering         |
| 111               | Lucas Boniface (FRA)    |                   |
| 112               | Dries Van Gestel (BEL)  |                   |
| 113               | Thomas Gachignard (FRA) |                   |
| 114               | Lorrenzo Manzin (FRA)   |                   |
| 116               | Anthony Turgis (FRA)    |                   |
| 117               | Baptiste Vadic (FRA)    |                   |

| Bingoal WB BWB | Bingoal WB BWB            | Bingoal WB BWB |
| -------------- | ------------------------- | -------------- |
| Nr.            | Rytter                    | Placering      |
| 121            | Luca De Meester (BEL)     |                |
| 122            | Ceriel Desal (BEL)        |                |
| 123            | Floris De Tier (BEL)      |                |
| 124            | Kenneth Van Rooy (BEL)    |                |
| 125            | Aaron Van der Beken (BEL) |                |
| 126            | Alexander Salby (DEN)     |                |
| 127            | Jens Reynders (BEL)       |                |

| Team Flanders-Baloise TFB | Team Flanders-Baloise TFB | Team Flanders-Baloise TFB |
| ------------------------- | ------------------------- | ------------------------- |
| Nr.                       | Rytter                    | Placering                 |
| 131                       | Elias Maris (BEL)         |                           |
| 132                       | Toon Clynhens (BEL)       |                           |
| 133                       | Siebe Deweirdt (BEL)      |                           |
| 134                       | Jasper Dejaegher (BEL)    |                           |
| 135                       | Ward Vanhoof (BEL)        |                           |
| 136                       | Victor Vercouillie (BEL)  |                           |
| 137                       | Noah Vandenbranden (BEL)  |                           |

| Q36.5 Pro Cycling Team Q36 | Q36.5 Pro Cycling Team Q36         | Q36.5 Pro Cycling Team Q36 |
| -------------------------- | ---------------------------------- | -------------------------- |
| Nr.                        | Rytter                             | Placering                  |
| 141                        | Nickolas Zukowsky (CAN) (landevej) |                            |
| 142                        | Xabier Azparren (ESP)              | DNS                        |
| 143                        | Kamil Małecki (POL)                |                            |
| 144                        | Matteo Moschetti (ITA)             |                            |
| 145                        | Travis Stedman (RSA)               |                            |
| 146                        | Szymon Sajnok (POL)                | DNF                        |
| 147                        | Rory Townsend (IRL)                |                            |

| Team Novo Nordisk TNN | Team Novo Nordisk TNN   | Team Novo Nordisk TNN |
| --------------------- | ----------------------- | --------------------- |
| Nr.                   | Rytter                  | Placering             |
| 151                   | Sam Brand (GBR)         |                       |
| 152                   | Quinten De Graeve (BEL) |                       |
| 153                   | Filippo Ridolfo (ITA)   |                       |
| 154                   | Declan Irvine (AUS)     |                       |
| 155                   | Matyáš Kopecký (CZE)    |                       |
| 156                   | Logan Phippen (USA)     |                       |
| 157                   | Antonio Polga (ITA)     |                       |

| TDT-Unibet TDT | TDT-Unibet TDT          | TDT-Unibet TDT |
| -------------- | ----------------------- | -------------- |
| Nr.            | Rytter                  | Placering      |
| 161            | Davide Bomboi (BEL)     |                |
| 162            | Martijn Budding (NED)   |                |
| 163            | Owen Geleijn (NED)      |                |
| 164            | Andreas Stokbro (DEN)   | DNF            |
| 165            | Zeb Kyffin (GBR)        |                |
| 166            | Abram Stockman (BEL)    |                |
| 167            | Sebastian Nielsen (DEN) |                |

| Tudor Pro Cycling Team TUD | Tudor Pro Cycling Team TUD     | Tudor Pro Cycling Team TUD |
| -------------------------- | ------------------------------ | -------------------------- |
| Nr.                        | Rytter                         | Placering                  |
| 171                        | Tom Bohli (SUI)                |                            |
| 172                        | Nils Brun (SUI)                |                            |
| 173                        | Sebastian Kolze Changizi (DEN) |                            |
| 174                        | Arvid de Kleijn (NED)          |                            |
| 175                        | Jacob Eriksson (SWE)           |                            |
| 176                        | Aivaras Mikutis (LTU)          |                            |
| 177                        | Maikel Zijlaard (NED)          |                            |

| Tarteletto-Isorex TIS | Tarteletto-Isorex TIS | Tarteletto-Isorex TIS |
| --------------------- | --------------------- | --------------------- |
| Nr.                   | Rytter                | Placering             |
| 181                   | Ewout De Keyser (BEL) |                       |
| 182                   | Timothy Dupont (BEL)  |                       |
| 183                   | Bo Godart (BEL)       |                       |
| 184                   | Thomas Joseph (BEL)   |                       |
| 185                   | Gianni Marchand (BEL) |                       |
| 186                   | Arne Santy (BEL)      |                       |
| 187                   | Mauro Verwilt (BEL)   |                       |

| VolkerWessels Cycling Team VWT | VolkerWessels Cycling Team VWT | VolkerWessels Cycling Team VWT |
| ------------------------------ | ------------------------------ | ------------------------------ |
| Nr.                            | Rytter                         | Placering                      |
| 191                            | Bert-Jan Lindeman (NED)        |                                |
| 192                            | Max Kroonen (NED)              |                                |
| 193                            | Finn Crockett (GBR)            |                                |
| 194                            | Timo de Jong (NED)             |                                |
| 195                            | Jasper Haest (NED)             |                                |
| 196                            | Jago Willems (BEL)             |                                |
| 197                            | Thimo Willems (BEL)            |                                |